# Den laglösa staden
Den laglösa staden (engelska: Abilene Town) är en amerikansk långfilm från 1946 i regi av Edwin L. Marin, med Randolph Scott, Ann Dvorak, Edgar Buchanan och Rhonda Fleming i rollerna. Filmen bygger på romanen Trail Town av Ernest Haycox. Filmen är inte länge skyddad av upphovsrätt och kan gratis tas ner från Internet.

## Handling
Filmen utspelar sig i Kansas, åren efter det amerikanska inbördeskriget. Nybyggare flyttar in för att försöka starta nya liv och det blir konflikter mellan dom och de boskapsuppfödare som har levt i trakterna i åratal. I Abilene, en av de största boskapsstäderna i western håller situationen på att urarta.
Dan Mitchell (Randolph Scott) försöker hålla freden mellan de två grupperna. Länge har staden varit uppdelad, med cowboys och deras vänner på en sida staden och stadsinvånarna på den andra. Men när stadens invånare försöker lägga beslag på delar av cowboy-sidan störs den sköra balansen och konflikten hettar upp.

## Om filmen
Den laglösa staden har visats i SVT, bland annat i mars 2020.

## Rollista

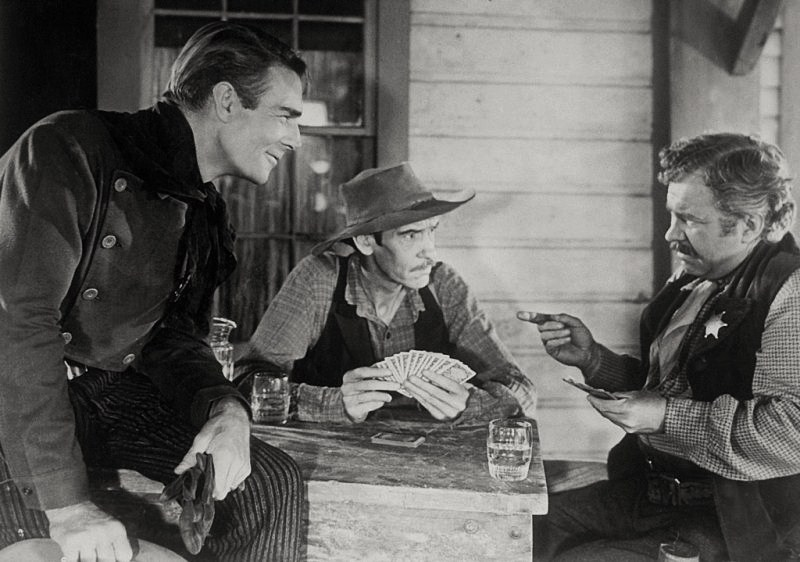
Randolph Scott, Richard Hale och Edgar Buchanan.

| Randolph Scott | – Dan Mitchell            |
| Ann Dvorak     | – Rita                    |
| Edgar Buchanan | – Sheriff "Bravo" Trimble |
| Rhonda Fleming | – Sherry Balder           |
| Lloyd Bridges  | – Henry Dreiser           |
| Helen Boyce    | – Big Annie               |
| Howard Freeman | – Ed Balder               |
| Richard Hale   | – Charlie Fair            |
| Jack Lambert   | – Jet Younger             |
| Hank Patterson | – Doug Neil               |
| Dick Curtis    | – "Cap" Ryker             |
| Earl Schenck   | – George Hazelhurst       |
| Eddy Waller    | – Hannaberry              |

## Musik i filmen
- "I Love Out Here in the West" av Fred Spielman och Kermit Goell
- "All You Gotta Do" av Fred Spielman och Kermit Goell
- "Every Time I Give My Heart" av Fred Spielman och Kermit Goell